# Гбоо, Янн
Гнанте́н Янн Гбоо́ (фр. Gnantin Yann Gboho; 14 января 2001) — французский футболист, полузащитник клуба «Тулуза».

## Клубная карьера
Уроженец Мана, Кот-д’Ивуар, Янн выступал за молодёжную команду клуба «Эглон дю Ламантен» из Мартиники с 2010 по 2013 год. В последующие три года играл в футбольной академии французского клуба «Руан», а летом 2016 года стал игроком молодёжной команды «Ренна». В мае 2018 года подписал свой первый профессиональный контракт с клубом до 2021 года. В основном составе «Ренна» дебютировал 3 августа 2019 года, выйдя на замену в матче Суперкубка Франции против «Пари Сен-Жермен». 20 октября 2019 года сыграл свой первый матч во французской Лиге 1, выйдя на замену в игре против «Монако». Неделю спустя, 27 октября, Гбоо забил свой первый гол за «Ренн» в матче французской Лиги 1 против «Тулузы».

## Карьера в сборной
Выступал за сборные Франции до 16, до 17 и до 18 лет.

## Личная жизнь
Янн — племянник ивуарийского футболиста Амбруаза Гбоо.